# لاو شه (روائي)
لاو شه (بالصينية: 老舍) وإسمه القلمي: Lǎo Shě، (ولد 1899 - توفي 1966) هو روائي وكاتب صيني معاصر، ألف العديد من الروايات والقصص القصيرة والمسرحيات مشكلاً بأسلوبه المميز واحداً من شخصيات الأدب الصيني الأكثر أهمية خلال القرن 20، تعد لغة معظم شخصياته الخيالية مماثلة لتلك التي يتحدث بها أبناء مدينة بكين.
ولد شي في أسرة تتبع عادات المانشو، ما جعله يستحضرها كثيراً في رواياته مذكراً بالإعداد الحضري لأزقة بكين التي لطالما شهدت اختلاط ثقافات المانشو، والهان والمسلمين. حيث ترتكز قصصه على وحدة الأسرة في ظل الإحتلال الياباني وخلال الساعات الأخيرة من النظام الإمبراطوري المانشو.
من أعماله الأكثر شهرة: مسرحية «مقهى الشاي» (茶馆) وروايات «عربة اليد» (駱駝祥子) «أربعة أجيال تحت سقف واحد» (四世同堂) ورواية السيرة الذاتية «طفل السنة الجديدة» التي تم اكتشافها بعد فترة طويلة من الوفاة المأساوية للمؤلف عام 1979.
كما بعد عودته من الولايات المتحدة سنة 1949 قام بكتابة العديد من الكتب مشيدا بسياسة ماو تسي تونغ دون أن إعلانه توجهه أو ماركسيته. وخلال الثورة الثقافية التي أطلقها «ماو» سنة 1966، تعرض للإضطهاد جسديا ونفسيا. حيث زعمت بعض المصادر أنه ألقى بنفسه منتحراً في بحيرة تايبينغ (太平湖، بحيرة السلام الكبرى) في 24 أغسطس 1966 بسبب يئسه وهو الإدعاء الذي تنفيه جهات أخرى خاصة كلود روي.

## روابط خارجية
- لاو شه على موقع الموسوعة البريطانية (الإنجليزية)